# Jože Hradil
Jože Hradil, slovenski urednik, slovaropisec in prevajalec, * 12. april 1934, Murska Sobota, Kraljevina Jugoslavija, † 20. december 2015

## Življenje
Že pred začetkom formalnega šolanja se mu je materina prekmurščina prepletala z madžarščino, saj je komunikacija v družini potekala v obeh jezikih. Tudi prva štiri leta formalnega izobraževanja so mu potekla v znamenju madžarščine, saj je beltinsko osnovno šolo obiskoval v času madžarske zasedbe Prekmurja, ko si je zasedbena oblast prizadevala v čim večjem obsegu uveljaviti madžarščino kot učni jezik na vseh ravneh šolanja. Slovenski knjižni jezik mu je približala kasnejša slovenska šola v petem razredu osnovne šole in osmih razredih murskosoboške gimnazije. Med študijem germanistike in slavistike na ljubljanski Filozofski fakulteti je svoje jezikovno znanje še poglobil, zlasti slovenščine in angleščine, nekoliko tudi srbohrvaščine in ruščine. Po diplomi leta 1965 se je odločil za izpopolnjevanje v madžarščini: udeležil se je večmesečnih jezikovnih tečajev v Debrecenu ter eno leto študiral hungaristiko na Fakulteti Loranda Eötvösa v Budimpešti- V teh letih je vlogo učenca nekajkrat zamenjal z vlogo učitelja; v letih 1960 - 1970 je na murskosoboških srednjih šolah (gimnazija, učiteljišče, ekonomska in zdravstvena šola) poučeval angleščino in slovenščino. Nato je bil pet let samostojni kulturni ustvarjalec in publicist. Strokovne izkušnje in kulturni ugled, ki si jih je bil pridobil v tem času so mu pozneje odprli vrata v Pomursko založbo, kjer je bil vse do upokojitve leta 1992 glavni in odgovorni urednik in tam med drugim urejal znamenito prevodno zbirko Mostovi. Svoje bogato jezikovno znanje je v naslednjih letih opredmetil z več slovarji in s številnimi književnimi prevodi. Prevajal je iz ameriške in še zlasti iz madžarske književnosti.

## Delo
- Madžarsko - slovenski slovar, 1961
- Madžarsko - slovenski slovar/ Magyar - szloven szotar, 1982
- Slovensko - madžarski slovar/ Szloven - magyar szotar, 1998
- Angleško/ slovensko, slovensko/ angleško, 1990
- Madžarsko/slovensko, slovensko/ madžarsko, 1990
- 2300 slovenskih besed v angleščini, 2005
- Pahljačasti slovar; slovensko - angleški, angleško - slovenski, 2005
- Trijezični pahljačasti slovar: slovensko - angleški - madžarski, madžarsko - angleški - slovenski, 2006

## Priznanja
Za svoje prevajalsko delo je prejel več priznanj in nagrad, npr. priznanje Madžarske akademije in priznanje Tiborja Déryja, Petőfijevo in Adyjevo plaketo Društva madžarskih pisateljev - katerega izredni član je bil od leta 1991 - za prvenstvo pri prevajanju obeh pesnikov v slovenščino, plaketo Pro litteris Hungaricis ter spominsko plaketo za življenjsko delo Pro Cultura Hungarica madžarskega ministrstva za kulturo (2004).
Leta 2008 je bil kot prvi Slovenec imenovan za častnega člana Madžarske akademije znanosti.